# Irminsul

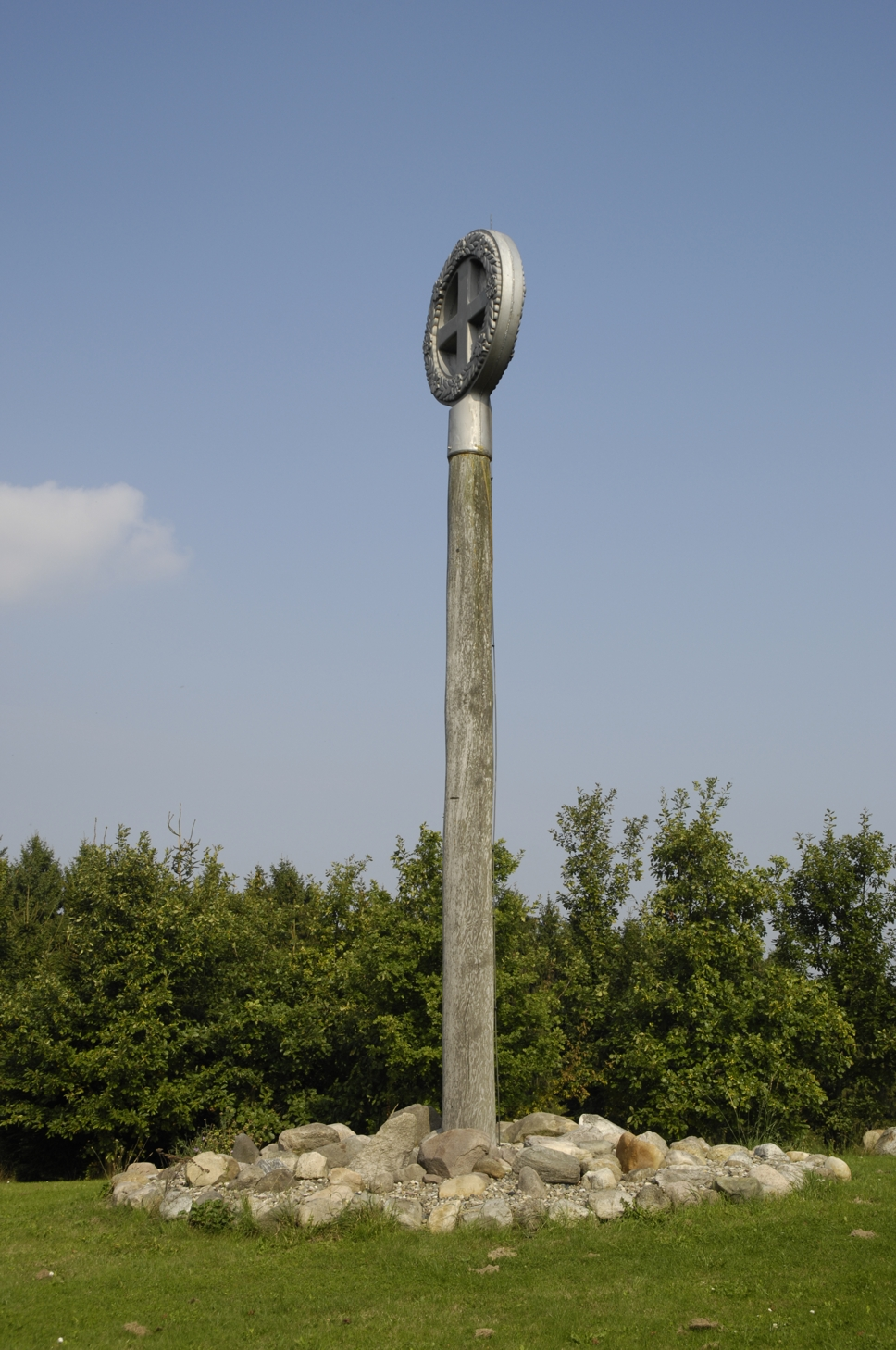
Reproducció d'Irminsul amb una roda solar a la part superior, erigida l'any 1996 al municipi alemany de Harbarnsen-Irminsul (prop d'Hildesheim a la Baixa Saxònia).

Irminsul o Erminsul (saxó antic) era un objecte sagrat, semblant a un pilar o tòtem esculpit, que tenia un paper important en el paganisme germànic del poble saxó. Les fonts medievals descriuen com un Irminsul va ser destruït el 772 dC per Carlemany durant les guerres saxones. Al seu lloc es va erigir una església l'any 783 i va ser beneïda pel papa Lleó III. Els arbres i boscos sagrats eren àmpliament venerats pels pobles germànics (com el roure de Donar), i la crònica més antiga que descriu un Irminsul es refereix a aquest com un tronc d'arbre erigit a l'aire lliure.
El gran arbre Irminsul representaria la vida, com a punt de connexió o la unió del cel i la terra en la mitologia germànica.

## Etimologia
El nom prové de l'antic saxó irmin, gran, o també el nom d'un déu saxó de la guerra, i sul (en alemany actual säule), pilar. Entre els pobles germànics del nord, la forma nòrdica antiga d'Irmin és Jörmunr, que a l'igual que Yggr és un dels noms d'Odin. Yggdrasil (en nòrdic antic 'el cavall d'Yggr') és un arbre còsmic en el qual es va sacrificar Odin i que connecta els Nou mons. L'estudiós del segle xix Jakob Grimm connecta el nom Irmin amb termes en nòrdic antic com iörmungrund ("gran terra", ó, la Terra) o iörmungandr ("gran serp", ó serp de Midgard).
El monjo Rudolf de Fulda (mort en 865) és qui va donar una descripció més detallada de l'Irminsul: 
| « | (llatí) Truncum quoque ligni non parvae magnitudinis in altum erectum sub divo colebant, patria eum lingua Irminsul appellantes, quod Latine dicitur universalis columna, quasi sustinens omnia | (català) També un tronc de llenya de no poca magnitud, erigit enlaire, que en la llengua de la seva pàtria anomenaven Irminsul, el qual en llati es diria columna universal, com si tot ho sostingués | » |

Se'l considera el símbol de la resistència del paganisme saxó a la cristianització que els francs, governats per Carlemany, volien imposar.